# Malick Fofana
Malick Martin Fofana (Aalst, Flandes Oriental, 31 de marzo de 2005) es un futbolista belga que juega de delantero en el Olympique de Lyon de la Ligue 1.

## Trayectoria
Comenzó a jugar al fútbol en las categorías infantiles del SC Eendracht Aalst. Fue en 2014 cuando fue fichado por K. A. A. Gante con 9 años y desde allí culminó su formación infantil y comenzó la juvenil.
El 20 de enero de 2022 firmó su primer contrato profesional con 16 años, un vínculo con Gante hasta 2024.
Al final de la temporada 2021-22 fue convocado por primera vez al plantel absoluto, estuvo en el banco de suplentes en dos ocasiones en mayo de 2022 pero no tuvo minutos.
Debutó como profesional el 17 de julio de 2022, fue en la Supercopa de Bélgica, ingresó al final del partido ya en tiempo cumplido contra Brujas pero fueron derrotados 1-0.
Fue fichado por Olympique de Lyon el 10 de enero de 2024, firmó contrato hasta mediados de 2028. Cuatro días después debutó en Francia en la fecha 18 de la Ligue 1 2023-24, jugó los 20 minutos finales contra Le Havre en el Stade Océane ante más de 23100 espectadores pero perdieron 3-1.
El 19 de enero fue titular por primera vez con su nuevo equipo, en la segunda ronda de la sexta ronda de la Copa de Francia, al minuto 37 le convirtió un gol a Bergerac Périgord y ganaron 1-2.
En su primera temporada con el club francés, disputó 21 partidos y anotó 4 goles. Para la temporada 2024-25 mejoró sus números, estuvo presente en 41 encuentros y convirtió gol en 11 ocasiones, además colaboró con 6 asistencias.

## Selección nacional
Malick ha sido internacional con la selección de Bélgica en las categorías juveniles sub-15, sub-17, sub-18, sub-20 y sub-21.
Debutó con Bélgica el 11 de febrero de 2020, fue en un amistoso sub-15 contra Inglaterra, jugó el partido completo y ganaron 0-3. Posteriormente en marzo volvió a tener minutos en dos amistosos contra Holanda.

## Estadísticas
Actualizado al último partido disputado el 17 de mayo de 2025.
| Club                      | Div.          | Temporada     | Liga  | Liga  | Liga   | Copas nacionales | Copas nacionales | Copas nacionales | Copas internacionales | Copas internacionales | Copas internacionales | Total | Total | Total  |
| Club                      | Div.          | Temporada     | Part. | Goles | Asist. | Part.            | Goles            | Asist.           | Part.                 | Goles                 | Asist.                | Part. | Goles | Asist. |
| ------------------------- | ------------- | ------------- | ----- | ----- | ------ | ---------------- | ---------------- | ---------------- | --------------------- | --------------------- | --------------------- | ----- | ----- | ------ |
| K. A. A. Gante · Bélgica  | 1.ª           | 2022-23       | 22    | 0     | 2      | 4                | 1                | 0                | 7                     | 0                     | 2                     | 33    | 1     | 4      |
| K. A. A. Gante · Bélgica  | 1.ª           | 2023-24       | 19    | 2     | 4      | 2                | 0                | 1                | 10                    | 2                     | 1                     | 31    | 4     | 6      |
| K. A. A. Gante · Bélgica  | Total club    | Total club    | 41    | 2     | 6      | 6                | 1                | 1                | 17                    | 2                     | 3                     | 64    | 5     | 10     |
| Olympique de Lyon Francia | 1.ª           | 2023-24       | 17    | 3     | 1      | 4                | 1                | 0                | —                     | —                     | —                     | 21    | 4     | 1      |
| Olympique de Lyon Francia | 1.ª           | 2024-25       | 29    | 5     | 4      | 2                | 0                | 0                | 10                    | 6                     | 2                     | 41    | 11    | 6      |
| Olympique de Lyon Francia | 1.ª           | 2025-26       | 0     | 0     | 0      | -                | -                | -                | -                     | -                     | -                     | 0     | 0     | 0      |
| Olympique de Lyon Francia | Total club    | Total club    | 46    | 8     | 5      | 6                | 1                | 0                | 10                    | 6                     | 2                     | 62    | 15    | 7      |
| Total carrera             | Total carrera | Total carrera | 87    | 10    | 11     | 12               | 2                | 1                | 27                    | 8                     | 5                     | 126   | 20    | 17     |
| 1. 2.                     |               |               |       |       |        |                  |                  |                  |                       |                       |                       |       |       |        |

## Palmarés

### Distinciones individuales
| Distinción                                                       | Año  |
| ---------------------------------------------------------------- | ---- |
| Parte de los 30 mejores jugadores sub-20 del mundo para L'Équipe | 2024 |
| Nominado al Premio Golden Boy                                    | 2025 |